# Olivenebula
Olivenebula là một chi bướm đêm thuộc họ Noctuidae.

## Loài
- Olivenebula confecta (Walker, 1865)
- Olivenebula monticola Kishida & Yoshimoto, 1977
- Olivenebula oberthueri (Staudinger, 1892)
- Olivenebula pulcherrima (Moore, 1867)
- Olivenebula subsericata (Herrich-Schäffer, 1861)
- Olivenebula xanthochloris (Boisduval, 1840)